# Lisiny (Mikołajki)
Lisiny (deutsch Lissuhnen, Forsthaus) ist ein kleiner Ort in der polnischen Woiwodschaft Ermland-Masuren und gehört zur Stadt- und Landgemeinde Mikołajki (Nikolaiken) im Powiat Mrągowski (Kreis Sensburg).

## Geographische Lage
Lisiny liegt inmitten der Woiwodschaft Ermland-Masuren, 16 Kilometer südöstlich der Kreisstadt Mrągowo (deutsch Sensburg).

## Geschichte
Die zum Staatsforst Pfeilswalde gehörende Försterei Lissuhnen zählte 1867 sechs, 1885 acht und 1905 fünf Einwohner und gehörte zum Gutsbezirk Pfeilswalde, Oberförsterei im Kreis Sensburg im Regierungsbezirk Gumbinnen (1905 bis 1945: Regierungsbezirk Allenstein) in der preußischen Provinz Ostpreußen.
Am 30. September 1929 wurde das Forsthaus Lissuhnen aus dem Amtsbezirk Pfeilswalde (polnisch Pilnik, nicht mehr existent) in die Landgemeinde Zełwągi (Selbongen) im Amtsbezirk Schaden (polnisch Stare Sady) umgegliedert.
In Kriegsfolge kam das Forsthaus Lissuhnen 1945 mit dem gesamten südlichen Ostpreußen zu Polen und erhielt die polnische Namensform „Lisiny“. Heute ist der kleine Ort Teil der Stadt- und Landgemeinde Mikołajki (Nikolaiken) im Powiat Mrągowski (Kreis Sensburg), bis 1998 der Woiwodschaft Suwałki, seither der Woiwodschaft Ermland-Masuren zugehörig.

## Kirche
Bis 1945 war das Forsthaus Lissuhnen in die evangelische Kirche Barranowen (1938 bis 1945 Hoverbeck, polnisch Baranowo) in der Kirchenprovinz Ostpreußen der Kirche der Altpreußischen Union sowie in die katholische St.-Adalbert-Kirche in Sensburg im Bistum Ermland eingepfarrt.
Heute gehört Lisiny zu der jeweiligen Pfarrkirche in der Stadt Mikołajki (Nikolaiken), die der Diözese Masuren der Evangelisch-Augsburgischen Kirche in Polen bzw. dem Bistum Ełk in der polnischen katholischen Kirche zugeordnet ist.

## Verkehr
Lisiny ist nur auf einer Nebenstraße zu erreichen, die von Lisunie (Lissuhnen, 1936 bis 1945 Lißuhnen) direkt in den Ort führt. Eine Bahnanbindung besteht nicht.